# Theodor Bongartz
Theodor Heinrich Bongartz (* 25. Dezember 1902 in Krefeld; † 15. Mai 1945 in Böckingen) war ein deutscher SS-Oberscharführer und als Leiter des Krematoriums im Konzentrationslager Dachau verantwortlich für die Ermordung zahlreicher Gefangener, darunter Georg Elser.

## Leben
Bongartz wurde zum Gipser ausgebildet und arbeitete als solcher von 1922 bis 1930 in Krefeld. Nach dem Ablegen der Meisterprüfung trat er 1928 in die SA und dann 1932 in die SS sowie zum 1. August desselben Jahres in die NSDAP ein (Mitgliedsnummer 1.270.283). Anschließend arbeitete er bei der Heeresstandortverwaltung Krefeld als Heizer und Maschinist. Im November 1939 wurde er Mitglied der Brünner Totenkopf-Standarte. Ab 1940 gehörte er dem Kommandanturstab des KZ Dachau an und wurde zunächst beim Wachbataillon eingesetzt. Danach leitete er das Krematoriumskommando im KZ Dachau.
Bongartz’ Frau, mit der er vier Töchter hatte, nahm sich 1941 das Leben.
Am 9. April 1945 richtete Bongartz gegen 23:00 Uhr den Hitler-Attentäter Georg Elser aufgrund einer Weisung von Gestapochef Heinrich Müller durch einen Genickschuss hin. Dabei missachtete er die Vorgabe Müllers, die Tötung so aussehen zu lassen, als sei Elser bei einem Luftangriff ums Leben gekommen.
Nach dem Abmarsch der Häftlinge in fünf Todesmärschen und der Sprengung des Krematoriums ergriff Bongartz, als Wehrmachtssoldat getarnt, am 28. April 1945 mit anderen SS-Männern des KZ Dachau die Flucht vor der anrückenden US-Armee. Er wurde jedoch von US-Soldaten in Württemberg entdeckt und ins Kriegsgefangenenlager in Heilbronn-Böckingen gebracht. Dort starb Bongartz am 15. Mai 1945. Als Todesursache wird offiziell Tuberkulose genannt, möglicherweise war Bongartz jedoch an Hepatitis oder Leberzirrhose erkrankt.
Sein Grabstein in der Kriegsgräberstätte auf dem Friedhof Heilbronn-Böckingen wurde 2001 von der Verwaltung entfernt und befindet sich seit 2008 in der Georg Elser Gedenkstätte Königsbronn, ist aber nicht für Besucher zugänglich.